# Karel III. Monacký
Karel III. Monacký (Charles Honoré Grimaldi; 8. prosince 1818 Paříž – 10. září 1889 Marchais) byl od 20. června 1856 do své smrti monacký kníže a vévoda z Valentinois. Byl zakladatelem proslulého kasina v Monte Carlu; jeho jméno v monégasque a italštině bylo Carlo III. Narodil se v Paříži jako jediný syn monackého knížete Florestana a Marie Karolíny Gibert de Lametz.

## Manželství a vláda
Karel se oženil ještě jako dědičný kníže 28. září 1846 v Bruselu s hraběnkou Antoinettou de Mérode-Westerloo.
Na trůn po svém otci knížeti Florestanovi nastoupil v roce 1856.
Během jeho panování vypukla vzpoura ve městech Menton a Roquebrune, jež tehdy představovala asi 80 procent monackého území. V důsledku toho byla postoupena Francii, což připravilo cestu k formálnímu francouzskému uznání monacké nezávislosti. Povstání, podporovaná Sardinským královstvím, nicméně na desetiletí vyčerpala monacké vojenské zdroje.
Knížectví nutně potřebovalo nové zdroje příjmu, takže kníže a jeho matka, princezna Karolína, přišli s plánem na vybudování kasina. Kasino Monte Carlo bylo vybudováno, jak kníže chtěl, v německém stylu a umístěno na místě zvaném Les Spélugues. Samotné Monte Carlo (v češtině Karlova hora) má své jméno odvozené od Karla, svého zakladatele. Karel založil společnost, která měla kasino provozovat; tato společnost se dnes jmenuje Société des bains de mer de Monaco.
Kníže též zintenzivnil diplomatickou činnost; například v roce 1864 uzavřel Smlouvu o přátelství s tuniským bejem, Muhammadem III. as-Sádikem, která také regulovala obchod a námořní záležitosti.

## Smrt
Ve středních letech jeho zrak velmi zeslábl a v posledním desetiletí svého života téměř úplně oslepl. Dr. Thomas Henry Pickering v roce 1882 dokonce napsal: „Už v roce 1860 kníže Karel ztratil zrak...“
Zemřel 10. září 1889 v Château de Marchais. Na trůn po něm nastoupil jeho syn Albert I. Monacký.